# Ontherus lichyi
Ontherus lichyi là một loài bọ cánh cứng trong họ Bọ hung (Scarabaeidae).